# Литературная Россия
«Литературная Россия» — еженедельная литературно-публицистическая газета и издательство.

## Выходные данные
Газета выходит (и обновляется на сайте) по пятницам в формате A3 объёмом 16 полос. Тираж газеты до 2010 года составлял 19 650 экземпляров, в 2014 году — 4800 экземпляров, с 2022 года — 5000 экземпляров.

## История
Основана в 1958 году как издание, освещающие события культурной, литературной и политической жизни страны. Пришла на смену газете «Литература и жизнь», издававшейся Союзом писателей РСФСР с 1958 по 1962 год.
Не входя в число известных центральных газет, до перестройки не привлекала большого внимания читателей. В 1989—1991 годы при Эрнсте Сафонове «Литературная Россия» стала органом «патриотов» в дискуссии с «либералами» о направлении горбачёвских реформ. В это время газета печатала авторов антикоммунистической эмиграции, имела спецвыпуски-приложения «Русский рубеж», в которых печатались более крупные работы, вплоть до книжного объёма.
На страницах «Литературной России» впервые появились имена Александра Карасёва, Дмитрия Орехова, Михаила Земскова, Германа Садулаева, Егора Молданова, Алисы Ганиевой, Олега Зоберна, Евгения Москвина и многих других.
В 2004-2021 годах редакция газеты "Литературная Россия" находилась в полученном от предыдущего мэра Москвы Ю. Лужкова помещении на Цветном бульваре, из которого была выселена в 2021 году мэрией Москвы. Высказывается версия, что одной из причин выселения стали политизированные публикации газеты, с критикой Ельцин-центра, а также с негативными оценками чиновников из мэрии Москвы. 

Как отмечал в 2025 главред Чёрный, Дмитрий Владимирович : 
Молитвами Минцифры и лично Владимира Григорьева мы — сами бездомная редакция, не имеющая ни бюджета, ни «бумажной» периодичности... Будучи брутально выселенной со всем своим скарбом (книгами, компьютерами, подшивками газет с 1963 года) в 2021-м из помещения на Цветном бульваре, «ЛР» не прекратила выходить ни на бумаге, ни в интернете — и в 2021-м, и в 2022-м, «дожать» нас либерал и миллионер Григорьев и его горе-департамент смог только во второй половине 2023-го, «обнаружив» (где? укажите точно!) «нецелевые расходы» ничтожной субсидии (которой и на полгода не хватило). Однако мы не сдавались контре ни осенью 1993-го, когда в редакцию на Цветном ломились молодчики Сосковца, ни теперь, когда нас «цифровизировали» до нынешнего состояния.

## Международный конкурс «Литературной России»
С 2000 года газета (до 2007 года включительно совместно с финансовой компанией «Росбытсоюз-Инвест»; в 2012 году при содействии Общероссийского Движения Поддержки Флота, газеты Министерства иностранных дел «Мир дипломатии» и Российского союза предприятий и организаций бытового обслуживания населения; в 2013 году совместно с Синодальным комитетом Русской Православной Церкви по взаимодействию с казачеством) проводит Международный конкурс «Литературной России» (не путать с премией «Литературной России», которая присуждается ежегодно нескольким литераторам за лучшие, на взгляд редакции, публикации и не имеет денежного наполнения).
Создатель и организатор конкурса финансист и меценат Александр Алтунин.
Приз конкурса — по легковому автомобилю двум победившим писателям.

## Главные редакторы
- 1963—1973 — Константин Поздняев
- 1973—1982 — Юрий Грибов
- 1982—1989 — Михаил Колосов
- 1989—1994 — Эрнст Сафонов
- 1994—2004 — Владимир Ерёменко
- 2004—2021 — Вячеслав Огрызко
- 2021—2024 — Владимир Ерёменко
- с марта 2024 — Дмитрий Чёрный

## Книги издательства «Литературная Россия»
«Литературная Россия» издаёт книги «Библиотеки „Литературной России“» — библиографические справочники, монографии, книги прозы; а также этнополитический и литературно-художественный журнал «Мир Севера», альманах «Литрос», где печатаются произведения современных русских писателей.
- Александр Карасёв. Чеченские рассказы. — М.: Литературная Россия, 2008. — ISBN 978-5-7809-0114-3[20].
- Юрий Кузнецов. Тропы вечных тем: проза поэта. — М.: Литературная Россия, 2015. — 720 с.[21]
- Максим Лаврентьев. Основное. Маленькие поэмы. Стихи. Статьи о поэзии. Интервью. — М.: Литературная Россия, 2013. — 224 с. — ISBN 978-5-7809-0175-4[22][23].
- Народ мой — большая семья: Литература наших дней. — М.: Литературная Россия, 2007. — ISBN 978-5-7809-0111-2.
- Вячеслав Огрызко. Кто сегодня делает литературу в России. Выпуск 2. — М.: Литературная Россия, 2006. — 496 с. — ISBN 978-5-7809-0113-6.
- Вячеслав Огрызко. Лица и лики: Литература малочисленных народов Севера и Дальнего Востока. — М.: Литературная Россия, 2013. — Т.1 — 568 с.; Т.2 — 568 с.[24]
- Вячеслав Огрызко. Русские писатели. Современная эпоха. Лексикон: Эскиз будущей энциклопедии. — М.: Литературная Россия, 2004. — 560 с. — 2000 экз. — ISBN 5-7809-0062-9.
- Роман Сенчин. День без числа. — М.: Литературная Россия, 2006. — ISBN 5-7809-0093-0[25].
- Михаил Васьков. Бусы Бодхисатвы. Стихи. — М., Литературная Россия, 1997. — ISBN 5-7809-0002-7